# Reichlingsried
Reichlingsried ist ein Ortsteil der Gemeinde Reichling im oberbayerischen Landkreis Landsberg am Lech. 

## Geografie
Der Weiler Reichlingsried liegt circa zwei Kilometer westlich von Ludenhausen.
Südlich des Weilers fließt der Bachrunzelbach.

## Geschichte
Reichlingsried gehörte bis zur Säkularisation 1803 zur Hauptmannschaft Reichling des Pfleggericht Rauhenlechsberg. 
Im Jahr 1752 werden drei Anwesen genannt, zwei Halbhöfe sind dem Kloster Rottenbuch und ein Viertelhof dem Kloster Wessobrunn grundbar.

## Sehenswürdigkeiten
In dem Weiler befindet sich eine denkmalgeschützte Kapelle von 1856. 